# Mistrzostwa Świata Juniorów w Saneczkarstwie 2017
32. Mistrzostwa świata juniorów w saneczkarstwie 2017 odbyły się w dniach 4 – 5 lutego w łotewskiej Siguldzie. Zawodnicy rywalizowali w czterech konkurencjach: jedynkach kobiet, jedynkach mężczyzn, dwójkach mężczyzn oraz w zawodach drużynowych.
Klasyfikację medalową wygrała reprezentacja Niemiec, która zdobyła dwa tytuły mistrzowskie. Najwięcej medali zdobyła reprezentacja Rosji, która zdobyła pięć medali, w tym 1 złoty, 2 srebrne oraz dwa brązowe.

## Terminarz
| Data          | Miejscowość | Konkurencja      | Złoto                                                                                 | Srebro                                                                  | Brąz                                                                         |
| ------------- | ----------- | ---------------- | ------------------------------------------------------------------------------------- | ----------------------------------------------------------------------- | ---------------------------------------------------------------------------- |
| 4 lutego 2017 | Sigulda     | Jedynki kobiet   | Jessica Tiebel                                                                        | Tatiana Cwietowa                                                        | Olesia Michajlenko                                                           |
| 4 lutego 2017 | Sigulda     | Jedynki mężczyzn | Kristers Aparjods                                                                     | Nico Gleirscher                                                         | Max Langenhan                                                                |
| 5 lutego 2017 | Sigulda     | Dwójki mężczyzn  | Niemcy Hannes Orlamunder · Paul Gubitz                                                | Rosja Wiesowłod Kaszkin · Konstantin Korszunow                          | Rosja Grigorij Wołoskow · Michaił Dementiew                                  |
| 5 lutego 2017 | Sigulda     | Drużynowe        | Rosja Tatiana Cwietowa · Jewgienij Pietrow · Wiesowłod Kaszkin · Konstantin Korszunow | Niemcy Jessica Tiebel · Max Langenhan · Hannes Orlamunder · Paul Gubitz | Austria Madeleine Egle · Nico Gleirscher · Florian Schmid · Fabian Strickner |

## Wyniki

### Jedynki kobiet
- Data / Początek: Sobota, 04.02.2017 roku, godz. 13:00

| Medal | Zawodniczka        | Narodowość        | 1. zjazd | 2. zjazd | Czas     | Strata |
| ----- | ------------------ | ----------------- | -------- | -------- | -------- | ------ |
|       | Jessica Tiebel     | Niemcy            | 42,168   | 42,380   | 1:24,548 | -      |
|       | Tatiana Cwietowa   | Rosja             | 42,376   | 42,509   | 1:24,885 |        |
|       | Olesia Michajlenko | Rosja             | 42,412   | 42,699   | 1:25,111 |        |
| 4.    | Alisa Dengler      | Niemcy            | 42,622   | 42,652   | 1:25,274 |        |
| 5.    | Julia Naumowa      | Rosja             | 42,798   | 42,528   | 1:25,326 |        |
| 6.    | Madeleine Egle     | Austria           | 42,723   | 42,648   | 1:25,371 |        |
| 7.    | Anda Upīte         | Łotwa             | 42,822   | 42,726   | 1:25,548 |        |
| 8.    | Brithney Arndt     | Stany Zjednoczone | 42,898   | 42,852   | 1:25,750 |        |
| 9.    | Kristina Szamowa   | Rosja             | 42,891   | 42,868   | 1:25,759 |        |
| 10.   | Cheyenne Rosenthal | Niemcy            | 42,935   | 42,838   | 1:25,773 |        |
| ...   | ...                | ...               | ...      | ...      | ...      | ...    |
| 25.   | Klaudia Domaradzka | Polska            | 43.946   | -        | 43.946   |        |
| 29.   | Natalia Jamróz     | Polska            | 44.275   | -        | 44.275   |        |

### Jedynki mężczyzn
- Data / Początek: Sobota, 04.02.2017 roku, godz. 10:00

| Medal | Zawodniczka          | Narodowość | 1. zjazd | 2. zjazd | Czas     | Strata |
| ----- | -------------------- | ---------- | -------- | -------- | -------- | ------ |
|       | Kristers Aparjods    | Łotwa      | 49,254   | 49,416   | 1:38,670 | -      |
|       | Nico Gleirscher      | Austria    | 49,372   | 49,427   | 1:38,799 |        |
|       | Max Langenhan        | Niemcy     | 49,430   | 49,493   | 1:38,923 |        |
| 4.    | Jewgienij Pietrow    | Rosja      | 49,504   | 49,680   | 1:39,184 |        |
| 5.    | Dimitri Kałiłow      | Rosja      | 49,640   | 49,664   | 1:39,304 |        |
| 6.    | Moritz Bollmann      | Niemcy     | 49,553   | 49,997   | 1:39,530 |        |
| 7.    | Danił Lebiediew      | Rosja      | 49,878   | 49,809   | 1:39,687 |        |
| 8.    | Lukas Schlierensauer | Austria    | 49,739   | 49,958   | 1:39,697 |        |
| 9.    | Fabian Malleier      | Włochy     | 49,729   | 49,969   | 1:39,698 |        |
| 10.   | Markus Hummer        | Niemcy     | 49,885   | 49,887   | 1:39,742 |        |
| ...   | ...                  | ...        | ...      | ...      | ...      | ...    |
| 20.   | Kacper Tarnawski     | Polska     | 50,776   | 50,644   | 1:41,420 |        |

### Dwójki mężczyzn
- Data / Początek: Niedziela, 05.02.2017 roku, godz. 10.00

| Medal | Zawodnicy                              | Narodowość | 1. zjazd | 2. zjazd | Czas     | Strata |
| ----- | -------------------------------------- | ---------- | -------- | -------- | -------- | ------ |
|       | Hannes Orlamünder Paul Gubitz          | Niemcy     | 39,904   | 39,965   | 1:19,869 | -      |
|       | Wiesowłod Kaszkin Konstantin Korszunow | Rosja      | 39,753   | 40,356   | 1:20,109 |        |
|       | Grigorij Wołoskow Michaił Dementiew    | Rosja      | 40,382   | 40,380   | 1:20,762 |        |
| 4.    | Florian Schmid Fabian Strickner        | Austria    | 40,322   | 40,575   | 1:20,897 |        |
| 5.    | Tobias Heinze Maximilian Illmann       | Niemcy     | 40,228   | 40,819   | 1:21,047 |        |
| 6.    | Martins Bots Roberts Plume             | Łotwa      | 40,575   | 40,516   | 1:21,091 |        |
| 7.    | Bergs Gunārs Ralfs Vanzovičs           | Łotwa      | 40,771   | 40,566   | 1:21,337 |        |
| 8.    | Nico Semmler Johannes Pfeiffer         | Niemcy     | 41,145   | 40,369   | 1:21,514 |        |
| 9.    | Felix Schwartz Lukas Gufler            | Włochy     | 40,760   | 40,844   | 1:21,604 |        |
| 10.   | Andriej Schander Siemion Mikow         | Rosja      | 41,286   | 40,478   | 1:21,764 |        |

### Drużynowe
- Data / Początek: Niedziela, 05.02.2017 roku, 12:30

| Medal | Zawodnicy                                                                    | Narodowość | Czas     | Strata |
| ----- | ---------------------------------------------------------------------------- | ---------- | -------- | ------ |
|       | Tatiana Cwietowa/Jewgienij Pietrow/Wiesowłod Kaszkin/Konstantin Korszunow    | Rosja      | 2:05,059 | –      |
|       | Jessica Tiebel/Max Langenhan/Hannes Orlamunder/Paul Gubitz                   | Niemcy     | 2:05,348 | +0,100 |
|       | Madeleine Egle/Nico Gleirscher/Florian Schmid/Fabian Strickner               | Austria    | 2:05,659 | +0,578 |
| 4.    | Sigita Bērziņa/Kristers Aparjods/Martins Bots/Roberts Plume                  | Łotwa      | 2:06,051 | +0,897 |
| 5.    | Marion Oberhofer/Lukas Gufler/Ivan Nagler/Fabian Malleier                    | Włochy     | 2:06,494 | +0,467 |
| 6.    | Darija Gula/Michajło Sawicki/Roman Radczenkow/Orest Sobota                   | Ukraina    | 2:08,182 | +0,929 |
| 7.    | Mihaela-Carmen Manolescu/Eduard Craciun/Vasile Marian Gitlan/Flavius Craciun | Rumunia    | 2:08,505 | +1,272 |
| 8.    | Anastasija Bogaczewa/Nikita Kopirenko/Roman Jefremow/Denis Tatianczenko      | Kazachstan | 2:08,637 | +1,126 |
| 9.    | Kateřina Mizerová/Tomáš Mizera/Filip Vejdělek/Zdeněk Pěkný                   | Czechy     | 2:08,670 | +1,256 |
| 10.   | Katarina Šimoňáková/Michal Lopanic/Tomas Vavercak/Matej Zmij                 | Słowacja   | 2:09,542 | +0,635 |
| 11.   | Emilija Jordanowa/Ivan Klinczarski/Cwetelin Iwanow/Milen Miłanow             | Bułgaria   | 2:11,200 | +1,372 |

## Klasyfikacja medalowa
| Miejsce | Państwo |   |   |   | Razem |
| ------- | ------- | - | - | - | ----- |
| 1.      | Niemcy  | 2 | 1 | 1 | 4     |
| 2.      | Rosja   | 1 | 2 | 2 | 5     |
| 3.      | Łotwa   | 1 | 0 | 0 | 1     |
| 4.      | Austria | 0 | 1 | 1 | 2     |